# جوليو بيززوزيرو
كان جوليو بيززوزيرو (بالإنجليزية: Giulio Bizzozero)‏ (النطق الإيطالي: [ديولجو بيدزديرو]، 20 مارس 1846 - 8 أبريل 1901) طبيب إيطالي وباحث طبي.

## سيرته الذاتية
ولد بيززوزيرو في فاريزي، لومباردي، ودرس الطب في جامعة بافيا، حيث أجرى بحوث في علم الأنسجة وأمراض الأنسجة بتوجيه من باولو مانتيغازا (1831-1910)، وتخرج من بافيا عام 1866 في سن الـ20. وفي 1867، تم اختياره رئيسا للأمراض العامة والأنسجة في جامعة بافيا. وقد درب هذا المعهد العديد من الباحثين الإيطاليين المهمين، مثل كاميلو غولجي (1843-1926).
وفي سن الـ26، انتقل إلى جامعة تورينو عام 1872، وأسس معهد علم الأمراض العامة، وعمل في تورينو على تحسين النظافة وإمدادات المياه. وكان من بين الأطباء الذين عملوا ودرسوا في مختبره في تورينو إدواردو باسيني (1844-1924)، وكارلو فورلانيني (1847-1918).
وتم تعيين بيزوزيرو من قِبَل الملك أومبيرتو الأول عضوا في مجلس الشيوخ مدى الحياة عام 1890، نظرا لإنجازاته العلمية. وتوفي في أبريل 1901؛ بسبب الالتهاب الرئوي.

## إنجازاته
كان واحدا من رواد التصوير النسيجي، واستخدام المجهر في البحوث الطبية. وهو معروف بوصفه المبكر للملوية البوابية (1892)، وهي البكتيريا المسؤولة عن مرض قرحة المعدة (على الرغم من أن هذه الحقيقة لم تكن مقبولة عموما حتى التسعينات).
وينسب إليه الفضل في اكتشاف وظيفة الصفائح الدموية في تخثر الدم. وفي أوائل ثمانينات القرن الثامن عشر، وصف وظائف الصفائح الدموية في حالات تدفق الدم والعلاقة بين التصاق الصفائح الدموية وتجمعها وتشكيل وترسب الفيبرين بعد ذلك.
ومن الأعمال الهامة الأخرى التي قام بها بيززوزيرو البحث في عملية تكون الدم في نخاع العظام، والدراسات التي تنطوي على البلعمة في العين، وتحديد الجسيم الرابط (عقد بيززوزيرو)، وهي الهياكل التي اكتشفها لأول مرة في طبقة الخلايا الشائكة من طبقة البشرة.

## روابط خارجية
- جوليو بيززوزيرو على موقع الموسوعة البريطانية (الإنجليزية)

- أعمال بواسطة جوليو بيززوزيرو في المكتبة المفتوحة على أرشيف الإنترنت